# Hydrolycus scomberoides
Hydrolycus scomberoides (G. Cuvier, 1819), conhecida como peixe-lobo, Payara, peixe-vampiro ou popularmente conhecida como  peixe-cachorro [carece de fontes?], é uma espécie de peixe.

## Características
O Cachorra possui escamas diminutas, corpo alto e comprimido. Sua boca é oblíqua, com uma fileira de dentes  e um par de presas na mandíbula. Estas são tão grandes que a maxila superior possui dois buracos para acomodá-los quando a boca está fechada. Suas nadadeiras peitorais são grandes. Possui coloração prata uniforme com uma mancha preta alongada atrás do opérculo. Pode alcançar mais de 1 m de comprimento total.